# Operatives Radar
Das Operative Radar ist eine Auswertungsmethodik im Rahmen des Konzeptes indexierte operative Leistungsmessung. Das Operative Rader stellt mehrere Operative Ränge eines Unternehmens in einer Auswertungsmethodik dar. In der indexierten operativen Leistungsmessung wird das Operative Radar verwendet, um Geschäftsbereiche universell vergleichbar zu machen und unabhängig von externen Effekten Wertpotentiale und Wertlücken zu messen.

## Beispiel
Die Abbildung stellt das Operative Radar dar. Die Operativen Ränge mehrerer Kennzahlen eines Unternehmens oder Geschäftsbereichs sind als orange Fläche eingetragen. Neben dem Median (auch als Operativer Index bezeichnet) der Vergleichsunternehmen als blaue Line sind in der Graphik auch die Grenzen des ersten und dritten Quartils (Grenzen der blauen Schattierungen) eingetragen. In den blauen Flächen befinden sich also die Kennzahlen von 50 % aller Vergleichs- bzw. Peerunternehmen.

## Bonusziele auf Basis des Operativen Radars
Bonusziele können mittels des Operativen Radars gesetzt werden, um Bonusziele für funktionale Einheiten unabhängig von externen Einflüssen zu setzen und zu universell vergleichbar messen (siehe leistungsorientierte Vergütung). Ein Beispiel indexierter Bonusziele ist der Bonusindex, der vom Zürcher Finanzforschungsunternehmen Obermatt jährlich für die deutschen HDAX-Unternehmen und die Schweizer SMI- und SPI-Unternehmen publiziert wird.

## Querverweise
- Operatives Alpha
- Operativer Beitrag